# Loxoscelisme
 Mise en garde médicale
Le loxoscelisme est un aranéisme (troubles par morsure d'araignée).  Plus précisément, c'est le syndrome résultant de la morsure d'araignée du genre Loxosceles. Il est dû à un venin (phospholipases D nécrosantes) de toxicité variable.
Il se présente sous deux formes, cutanée et viscérale :
- Le plus souvent, ulcération cutanée nécrosante au site de la morsure, à extension progressive et d'évolution chronique (caractéristiques du loxocelisme), pouvant nécessiter une greffe cutanée.
- Rare mais très grave, une atteinte multiviscérale aigüe nécessitant des soins intensifs.

Par sa fréquence, le loxoscelisme est considéré comme un problème de santé publique au Brésil, au Pérou et au Chili.

## Espèces en cause
Près de 156 espèces du genre Loxosceles ont été décrites en 2020, mais moins d'une dizaine sont d'importance médicale : la majorité aux Amériques, le reste en Europe et en Afrique.
Les deux espèces les plus dangereuses (les plus importantes au point de vue médical) sont Loxosceles reclusa en Amérique du Nord, L. laeta en Amérique centrale et du Sud (dite araignée brune à cause de sa couleur),.
Il existe de nombreuses autres espèces cosmopolites, comme L. rufescens (dite araignée-violon à cause de la forme de son céphalothorax) courante en Europe méditerranéenne, mais donnant plus rarement des formes graves.
Ces araignées fréquentent le plus souvent l'intérieur des maisons. En Amérique du Nord, elles sont dites araignées recluses à cause de ce comportement.
Cosmopolite, survenant surtout en climat chaud, le loxoscelisme, par sa fréquence, est considéré comme un problème de santé publique en Amérique de Sud (Brésil, Pérou et Chili).

## Clinique
On observe d'importantes variations de toxicité selon les zones géographiques, l'état du sujet mordu etc… Les troubles peuvent se limiter à une réaction inflammatoire locale, peu douloureuse, guérissant spontanément, parfois après petite escarre et ulcération minime.
Toutefois, dans sa forme majeure, le loxocelisme se caractérise par une ulcération cutanée  plus ou moins étendue (forme locale chronique) dans près de 70 % des cas,  ou d'un état de choc (forme viscérale aigüe) plus rare mais gravissime.

### Forme locale chronique
La morsure provoque la formation d'une cloque (phlyctène) suivie d'un état de malaise, d'hémorragies locales. La lésion peut évoluer en ulcération et nécrose des tissus cutanés et sous-cutanées, dont l'extension progressive (gravitational spreading caractéristique du loxocelisme), peut nécessiter des greffes cutanées. La guérison spontanée est lente, jusqu'à plusieurs mois, mais le pronostic vital n'est pas en jeu. 

### Forme générale aigüe
Plus rarement, dans 1 à 27 % des cas, dans les 2 à 3 jours après la morsure, un état de choc peut survenir avec hémolyse, hémoglobinurie, ictère, fièvre, Insuffisance rénale aiguë et troubles de la conscience,. La mortalité est alors de 10 à 25 %. Ce syndrome est imprévisible, il semble n'être en fonction ni du site de la morsure, ni de l'importance des premiers symptômes, ni de l'âge, quoique survenant surtout chez l'enfant,. 
Contrairement à la forme cutanée locale dont les mécanismes sont bien compris, les formes viscérales graves mettent en jeu des phénomènes complexes en restant inexpliquées (on ne sait pas pourquoi seule une petite minorité de patients est touchée).
En 2024, deux italiens meurent, à un mois d'intervalle, après morsure d'araignée violoniste. 

## Venin et antivenin
Le venin des Loxosceles est un liquide incolore, cristallin, riche en protéines et en peptides. Contrairement aux morsures de serpents qui peuvent injecter plusieurs millilitres, la quantité injectée par Loxosceles est beaucoup plus faible (quelques microlitres).
La toxicité du venin est très variable selon les régions géographiques. La totalité des symptômes est due à une enzyme présente dans le venin, une sphyngomyélinase ou plus généralement une phospholipase D.
Cette caractéristique a permis de mettre au point un antivenin efficace (arrêt de la douleur en quinze minutes et régression rapide de la nécrose). Cet antivenin est préparé à partir d'une sphyngomyélinase recombinante administrée à des chevaux, dont on obtient des sérums thérapeutiques apportant des anticorps spécifiques. Ces sérums sont surtout utilisés en Amérique du Sud, en particulier contre L. laeta,.